# 설국열차
《설국열차》(영어: Snowpiercer, 雪國列車)는 2013년 8월 1일 대한민국에 공개된 영화이다. 장 마르크 로셰트와 자크 로브의 동명의 프랑스 만화 《설국열차》(Le Transperceneige)를 원작 그대로 영화화하여, 수 많은 사람들의 심금을 울리기 위한 무거운 주제 의식을 갖춘 소재로, 날로 갈수록 심화되고 있는 빈부격차 세태를 강도 높게 비판한 작품이다. 봉준호가 감독을 맡았으며, 각본은 봉준호와 켈리 마스터슨이, 음악은 마르코 벨트라미가 맡았다. 크리스 에번스, 송강호, 고아성, 제이미 벨, 존 허트, 틸다 스윈턴, 옥타비아 스펜서, 유언 브렘너 등이 캐스팅되었다.
2013년 7월 31일 대한민국에서 처음으로 개봉되었다. 《설국열차》는 개봉하자마자 박스오피스 1위에 오른 이후 2주 동안 1위를 지키고 있으며, 2013년 9월 15일까지 9,271,364명의 관객수를 동원했다.
본 영화의 방영권이 MBC 편성본부에 팔리자 마자, 아카데미 4관왕 봉준호 감독 특집 특선영화로 2020년 3월 21일에 방영되어, 전국 지역 단위별 문화방송 계열 네트워크를 통해서 UHD급 초고화질로 일제히 송출한 바 있다.

## 줄거리
지구온난화 문제와 심각한 기상 이변을 해결하기 위해서, 각국 정보는 기후 조절 물질의 일종인 CW-7을 살포하지만, 이 물질의 부작용으로 인해 제 2의 빙하기가 닥쳐오고, 꽁꽁 얼어붙은 지구의 환경 속에서, 도저히 인간이 생존할 수 없게 되어, 차갑고 어두운 암흑의 세계로 변화하게 된다.
기상 이변에 의한 빙하기에 생존한다는 건 1년 동안 쉴 새없이 밤새도록 질주하는 설국열차가 전부. 열차에선, 춥고 배고픈 사람들이 바글대는 빈민굴 같은 맨 뒤쪽의 꼬리칸, 그리고 선택된 사람들이 술과 마약 등 환락을 즐기며 호화로운 객실을 뒹굴고 있는 앞쪽칸으로 나눠져 있었다. 꼬리칸 사람들은 자신들을 가축만도 못한 취급하는 생활에 불만을 품고 젊은 지도자 커티스를 중심으로 대반란을 시도했다.
소동 끝에 열차의 보안설계자 남궁민수를 만난 꼬리칸 사람들. 그들은 남궁민수에게 문을 하나씩 열어줄때마다 크로놀을 하나씩 주겠다고 승낙했고 열차 밖으로 나가는게 소원이었던 그 또한 크로놀 두 개라는 조건을 내걸고 자신의 딸 요나와 동맹을 한다. 이렇게 연합한 이들은 점점 앞을 향해 돌격하기 시작한다.

## 배역
- 크리스 에번스 - 커티스 에버릿
- 송강호 - 남궁민수 역
- 고아성 - 요나 역
- 틸다 스윈턴 - 메이슨
- 존 허트 - 길리엄
- 에드 해리스 - 월퍼드
- 제이미 벨 - 에드거
- 옥타비아 스펜서 - 타냐
- 루크 파스퀄리노 - 그레이
- 유언 브렘너 - 앤드루
- 앨리슨 필 - 여교사
- 블라드 이바노브 - 형 프랑코
- 아드난 하스코비치 - 동생 프랑코
- 에마 레비 - 클로드
- 토마스 르마르키 - 에그헤드
- 스티브 박 - 푸위
- 클라크 미들턴 - 화가
- 엠마 레비 - 클로드
- 토마스 레마르퀴스 - 에그 헤드
- 이고르 주릭 - 어둠 목소리
- 타일러 존 윌리엄스 - 어린 윌포드
- 멀칸트호니 레이스
- 브라이언 콜린 폴리 - 군인 A
- 짐 하이 - 군인 B
- 피터 할린 - 군인 C
- 켄드릭 옹 - 군인 D
- 그리핀 시모어 - 소년
- 션 코너 렌윅 - 세르지오
- 루나 소피아 바-코헨 - 막달레나
- 아나 브라운 - 유파
- 하루나 한쿠프 - 여성 장교
- 박성택 - 첸
- 폴 라저 - 폴

## 제작

### 기획 단계
봉준호 감독은 국내 유일의 퍼스트 블록버스터 괴수 영화인 《괴물》을 기획할 당시 홍익대학교 근처에 있는 단골 만화 가게에서 만화 《설국열차》를 우연히 발견하고 모두 읽었다고 한다. 그리고 지난 2004년 《설국열차》를 처음으로 기획했다. 프랑스 만화 원작에선, 생존자들이 열차에 타고 있고, 계급이 나뉘어 있어 싸운다는 발상은 그대로 따 왔지만, 나머지 시나리오와 등장 인물은 대부분 새로 썼다. 2009년 글로벌 프로젝트를 위해 이태헌을 대표로 한 ‘설국열차 주식회사’를 설립했고, 시나리오를 쓰는 데만 1년이 넘게 걸려 2010년 완성되었다. 2011년 봉준호는 《동아닷컴》과의 인터뷰에서 시나리오는 모두 자신이 직접 썼고 영화의 대사 70% 이상이 영어이며, 촬영, 배급, 배우 대부분이 외국인이라고 전했다. 제작비는 450억 원으로 대한민국 영화 사상 최고치를 기록했다. CJ E&M이 초기 자금 120억을 투자하고 전 세계 167개 국가의 해외 투자를 유치하려고 했지만 2012년 6월 CJ E&M이 전액 투자를 맡기로 했다.
봉준호 감독은 열차가 인류 마지막 생존 지역이라는 설정을 위해 단백질 블록, 크로놀, 트레인 베이비 등 세상에 없는 새로운 물질과 용어들을 창작했다. 설국열차 꼬리칸의 역사를 그림으로 담은 꼬리칸 화가의 그림은 만화 원작자 장 마르크 로셰트가 직접 그렸다. 장 마르크는 촬영지 주변 호텔에서 머물면서 그림을 그렸는데, 실제 기차 안 그림처럼 보이기 위해 일부러 더러운 종이에 그리기도 하고 훼손하기도 했다. 컨셉 아티스트로는 장희철, 조민수, 지효근 3명이 참여해 열차, 선로, 엔진, 꼬리칸 등을 구상해냈다.

### 촬영
《설국열차》의 크랭크인은 2012년 4월 16일 체코 프라하 바란도프 스튜디오에서 했다. 이후 같은 해 7월 14일까지 72회에 걸쳐 촬영했다. 촬영은 디지털 카메라가 아닌 35mm필름으로 260,000만 자를 찍었고, CG는 VFX 슈퍼바이저 에릭 더스트가 콘티부터가 참여해 총 568 컷이 들어갔다. 원작에서 열차는 1001량이라는 설정이 영화에서는 100칸 정도로 축소되었지만, 영화에는 단백질 블록 생산공장, 정육냉동칸, 사우나, 나이트클럽, 수영장, 수족관, 치과, 감옥, 교실, 엔진칸 등 많은 모습들이 세밀하게 묘사되었다. 열차는 한 칸 당 100m로 모두 연결하면 500m에 달하는 열차를 세트로 제작했다. 열차의 폭은 6m라는 구상이었지만 실제로는 3.5m로 제작했다. 영화에서 기차는 왼쪽에서 오른쪽으로 달리며, 왼쪽에 있는 꼬리칸 반란군들이 오른쪽에 있는 머리칸으로 이동하는 것과 같은 왼쪽에서 오른쪽으로 흐르는 통일성도 갖추며 촬영했다. 또한 할리우드 시스템으로 촬영했다.

### 음악
음악 작곡가는 헐리웃에서 주로 활동하던 베테랑, 마르코 벨트라미가 맡았다.

## 개봉과 마케팅
원래 《설국열차》는 당초 2013년 8월 1일 대한민국에서 세계 최초로 개봉될 예정이였으나, 7월 31일 개봉이 확정되었다. 대한민국의 배급은 CJ E&M이 맡았고, 영어권 국가는 와인스타인 컴퍼니가, 프랑스의 와일드사이드는 동유럽 지역과 남미 지역의 배급을 맡았다.
더욱이, 대한민국 영화로는 이례적으로 해외 판권 독점 계약을 위한 사전 심의 기간을 염두에 두고, 아시아와 태평양, 유럽, 아메리카 등 전 세계 150여개 국에서 동시 개봉한 바 있다.

### 웹툰
2013년 7월 26일 윤태호 작가는 다음 웹툰을 통해 《설국열차》 프리퀄 웹툰 《열차에 오르는 사람들》을 연재한다고 발표했다. 이 웹툰은 2013년 8월 1일부터 시작되며, 사람들이 열차에 오르기 시작할 때부터 폭동이 일어나기 전까지를 다룬 내용이다. 봉준호는 웹툰에 많은 사람들의 내용이 담겨 있을 뿐만 아니라 영화에는 없는 숨은 이야기들이 많다고 말했다. 윤태호는 캐릭터의 표정, 음영 묘사에 좀 더 힘썼다고 한다.

## 반응
《설국열차》는 개봉하자 마자 영화 평론가 및 관객들로부터 호평과 악평으로 격렬한 논쟁을 불러 일으켰고 포털 네이버 관객 평점도 역시 극과 극의 평점이 많이 나오고 있다. 패러디물도 양산되고 있는데 각종 《000열차》에서부터 심지어 지나친 광고공세를 비하하는 《국뽕열차》라는 패러디물도 나왔다.

### 박스오피스
《설국열차》는 2013년 7월 31일 대한민국에서 개봉 첫 날 848개 상영관에서 418,496명을 모아 박스오피스 1위를 했다. 또 무려 1000 여개의 스크린을 점유하면서 8월 25일 영화진흥위원회 영화관입장권통합전산망 집계기준 누적관객수 879만명을 기록하였다. 봉준호는 이로써 《살인의 추억》(2003), 《괴물》(2006), 《마더》(2009), 《설국열차》(2013)까지 네 작품 연속으로 박스오피스 1위에 올렸다. 이후 10일만에 500만 명을 넘기고 15일만에 700만 명을 넘겼다. 《설국열차》의 스크린 수는 1,128개로 역대 여섯 번째로 많은 스크린 수를 기록했다.

### 평가
《뉴시스》의 문화전문기자 김태은은 "세계화, 해외진출이라는 화두에 목매인 한국민이 흥분할 요소로 차고 넘친다. 하지만 《설국열차》를 봉준호의 역대 최고작으로 꼽을 만하다는 일부 의견에는 동의할 수 없다. 대한민국과 다른 제작시스템과 타국에서 영어로 씨름하며 겪었을 고생과 고뇌는 충분히 이해가 가나 이번 영화는 대중적 이해와 평단의 평가, 국제적 감각과 한국적 영역을 다 아우르면서 가려다가 나사를 꽉 죄지 않은 열차처럼 어딘지 모르게 삐그덕거린다"라고 평가했다. 영화평론가 최광희는 "봉준호의 관념적 허무주의를 스타일로 봉합한 우화를 위한 우화. 이 어정쩡한 범작에서 유일한 볼거리는 틸다 스윈턴의 연기뿐"이라고 트위터를 통해 글을 올렸다. 《오마이뉴스》의 김재호는 "메시지만 있고 이미지는 없었다. 의미 있는 것은 확장성 딱 그 하나다. 주연배우들이 유명 해외배우들로 바뀌고, 메시지의 강도는 세졌다. 그러나 영화 자체가 갖고 있는 본질적인 미학인 이미지가 부족하다"라고 리뷰했다.

## 수상 경력
- 2013년 제22회 부일영화상
  - 최우수작품상 - 봉준호
  - 미술상 - 앙드레 넥바실
  - 촬영상 - 홍경표
- 2013년 제14회 부산영화평론가협회상
  - 각본상 - 켈리마스터슨, 봉준호
- 2013년 제33회 한국영화평론가협회상
  - 최우수작품상 - 봉준호
  - 감독상 - 봉준호
  - 촬영상 - 홍경표
- 2013년 제50회 대종상
  - 미술상 - 앙드레넥바실
  - 편집상 - 최민영, 김창주
- 2013년 제34회 청룡영화상
  - 감독상 - 봉준호
  - 미술상 - 앙드레넥바실
- 2014년 제5회 올해의 영화상
  - 최우수작품상 - 봉준호
  - 감독상 - 봉준호
- 2014년 제50회 백상예술대상
  - 영화부문 감독상 - 봉준호
- 2014년 제14회 디렉터스 컷 어워즈
  - 올해의 감독상 - 봉준호

## 같이 보기
- 대한민국의 영화 흥행 기록
- 기후 변화
- 기후 공학(지구 공학)
- 성층권 에어로졸 주입법(영어판)
  - 성층권 통제 섭동 실험(스코펙스/SCoPEx, Stratospheric Controlled Perturbation Experiment)
- 소일렌트 그린